# Adem Bona
Adem Bona, född 28 mars 2003 i Lagos i Nigeria som Ikechukwu Stanley Okoro, är en turkisk-nigeriansk professionell basketspelare (PF) som spelar för Philadelphia 76ers i National Basketball Association (NBA).
Han har också spelat som proffs i Turkiet.
Bona draftades av Philadelphia 76ers i andra rundan i 2024 års draft som 41:a spelare totalt.
Innan han blev proffs studerade Bona på Duke University och spelade för deras idrottsförening Duke Blue Devils.